# In the Blink of an Eye
In the Blink of an Eye is het achtste studioalbum van de Brit Steven Humphries, werkende onder de naam Create. Het album is opgenomen in de eigen studio tussen november 2007 en augustus 2008. Het bevat elektronische muziek uit de Berlijnse school. Derhalve lang uitgesponnen tracks. De eerste en laatste track zijn direct zonder tussenkomst van techniek live opgenomen. Humphries legt bij de titel uit; als je op deze Aarde leeft kan alles veranderd zijn in een oogknippering.

## Musici
- Steve Humprhies – alle instrumenten

## Composities
1. No inhibitions (opgenomen 23 juni 2008) (bevat muziek van Tangerine Dream)(22:41)
2. In the blink of an eye (13:41)
3. A glimmer of hope (12:53)
4. Rise to the occasion (8:33)
5. Collision (opgenomen 20 augustus 2008)(11:22)